# Pogonomyrmex maricopa

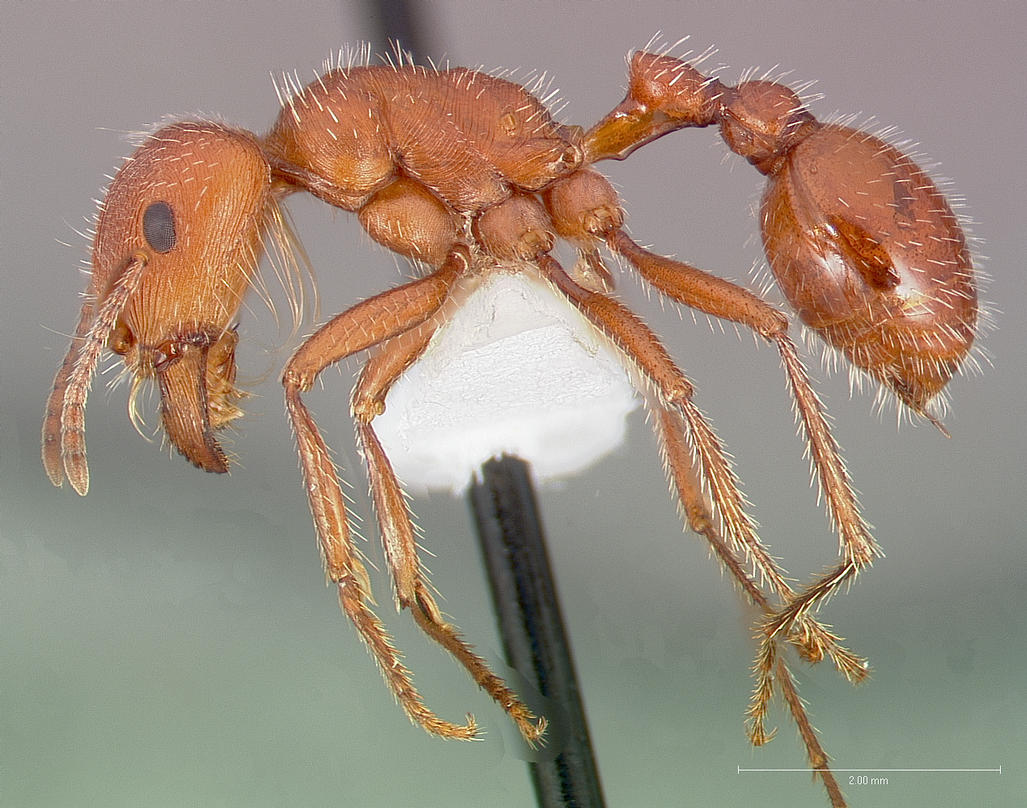
Рабочий муравей Pogonomyrmex maricopa

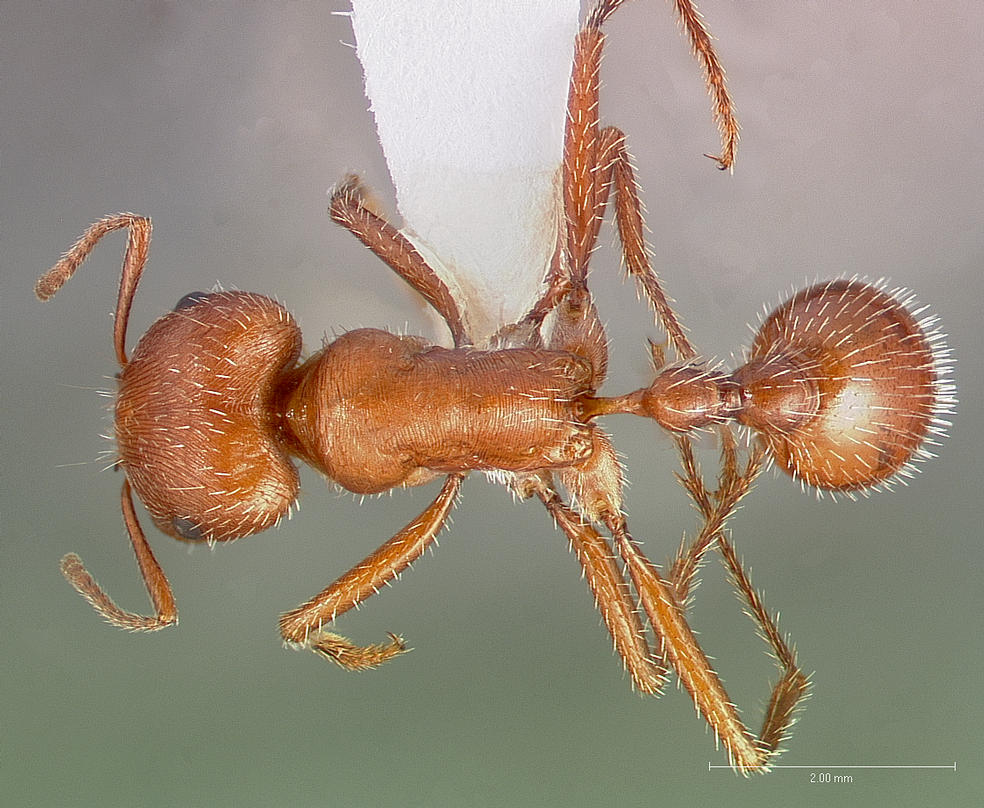
Pogonomyrmex maricopa: вид сверху

Pogonomyrmex maricopa (англ. Maricopa harvester ant) — жалящий вид муравьёв трибы Myrmicini из подсемейства Myrmicinae, обладающий одним из самых сильных ядов среди всех насекомых.

## Распространение
Северная Америка: Аризона, Калифорния, Нью-Мексико, Техас, Юта (США), северная Мексика.

## Описание
Мелкие муравьи рыжевато-красного цвета (длина около 1 см), внешне похожи на Myrmica и Messor. Весьма агрессивные и сильно жалящие. Под головой находится похожий на бороду псаммофор для переноски частичек песчаного грунта. Длина головы рабочих от 1,60 до 2,05 мм (ширина от 1,52 до 2,05 мм), длина скапуса усика от 1,22 до 1,56 мм. Длина головы самок от 1,98 до 2,28 мм. Усики рабочих и самок 12-члениковые (у самцов усики из 13 сегментов). Проподеальные шипики на заднегрудке отсутствуют. Стебелёк между грудкой и брюшком состоит из двух члеников: петиолюса и постпетиолюса (последний четко отделен от брюшка), жало развито, куколки голые (без кокона). Обитатели песчаных полупустынных биотопов. Как и другие муравьи-жнецы собирают семена растений, а также мёртвых насекомых. Из мирмекофилов в муравейниках найден пластинчатоусый жук Cremastocheilus. Брачный лёт происходит с июля по август.
Диплоидный хромосомный набор рабочих и самок 2n=32 (у самцов гаплоидный n=16).

### Муравейники
Свои крупные песчаные насыпные гнезда (до 2 м в высоту и до 7 м в диаметре), включающие мелкие камешки и гравий, муравьи строят в песчаных дюнах в аридных регионах. Купол гнезда муравьи «цементируют» карбонатом кальция (в строительном материале верхней части муравейника обнаруживается приблизительно 60%-ый карбонат кальция). Это вещество муравьи-фуражиры транспортируют от основных слоев карбоната кальция, и таким образом, скрепляя им свой муравейник, спасают гнездо от разрушения в период сильных ветров. Частичная эрозия зацементированных верхних частей муравьиных гнёзд в итоге добавляет карбонат кальция к почвенным слоям песчаных дюн.
Известно несколько необычных находок очень крупных муравейников муравьёв Марикопа (Pogonomyrmex maricopa). Одно из таких гигантских гнездований (фотография здесь) было найдено в штате Техас (округ Эль-Пасо). 14 августа 2004 года там был зафиксирован муравейник Pogonomyrmex maricopa размером 2,8 на 7,3 метров, на всей площади которого муравьи срезали всю растительность.
Другой случай отмечен в каньоне West Dog Canyon в Национальном парке Гуадалупе-Маунтинс (штат Техас). 26 июля 2001 года там нашли крупный муравейник Pogonomyrmex maricopa, имеющий ходы и камеры, вырытые на глубину до 2,1 м и глубже.

## Жало и яд
Муравьи этого вида (известного в Северной Америке как Maricopa harvester ant) обладают очень сильным ядом и жалом (по шкале ужалений Schmidt Sting Pain Index), большим по силе воздействия, чем у шершня и медоносной пчелы.
Смертельная доза яда муравьёв Марикопа (Pogonomyrmex maricopa) LD50 равна 0,12 мг/кг (введённая внутривенно мышам), это означает, что достаточно всего 12 ужалений этими муравьями для летального исхода обычной серой крысы, весящей 2 кг. Для сравнения, LD50 от ужаления медоносной пчелы равно 2,8 мг/кг — более чем в 20 раз слабее, чем у муравьёв Pogonomyrmex maricopa. У человека ужаление этими муравьями вызывает интенсивную боль, не проходящую около 4 часов. Подобно другим ядовитым насекомым, яд муравьёв включает аминокислоты, пептиды и протеины, а также содержит алкалоиды, терпены, полисахариды, биогенные амины и органические кислоты. Наиболее значительным компонентом, обнаруженным в яде муравьёв Марикопа (Pogonomyrmex maricopa) является алкалоид, играющий роль феромона тревоги («alarm»), химически привлекающим других муравьёв, находящихся поблизости. Это является примером хорошо налаженной муравьиной коммуникации через химическую сигнализацию, что позволяет привлечь большое число защитников для отражения нападения врагов на гнездо и увеличить число одновременных ужалений крупного противника. Яд также может включать аллергенные протеины, усиливающие его воздействие и ослабляющие иммунный ответ организма потенциальных жертв.

## Биохимия феромонов
В составе различных желёз обнаружены следующие феромонные вещества:
- 2,5-диметил-3-этилпиразин (C8H12N2), мобилизационный феромон[11], следовой феромон[12]
- 2,5-диметилпиразин (C6H8N2), мобилизационный феромон[11], следовой феромон[12]
- 2,3,5-триметилпиразин (C7H10N2), мобилизационный феромон[11], следовой феромон[12]

## Систематика
Pogonomyrmex maricopa относят к комплексу видов P. maricopa-complex (вместе с видами P. californicus и P. comanche) из номинативного подрода Pogonomyrmex s.str. (триба Myrmicini). Вид был впервые описан в 1914 году американским мирмекологом профессором и академиком Уильямом Мортоном Уилером (William Morton Wheeler, 1865—1937) и назван по имени округа Марикопа (округ) в штате Аризона (США). Среди синонимов вида известны следующие:
- Pogonomyrmex californicus barnesi Smith
- Pogonomyrmex californicus sinaloanus Olsen
- Pogonomyrmex maricopa barnesi Smith
- Pogonomyrmex californicus subsp. maricopa Wheeler, W.M. 1914